# كورتني كاميرون
كورتني كاميرون (بالإنجليزية: Courtney Cameron) (3 يناير 1993 في المملكة المتحدة - ) هو لاعب كرة قدم بريطاني في مركز الوسط. لعب مع أستون فيلا ونادي توركي يونايتد ونادي روذرهام يونايتد ونادي ساوثبورت وBrackley Town F.C. ‏.

## وصلات خارجية
- كورتني كاميرون على موقع قاعدة بيانات كرة القدم.إي يو (الإنجليزية)
- كورتني كاميرون على موقع Soccerbase.com (لاعب) (الإنجليزية)